# Rajka

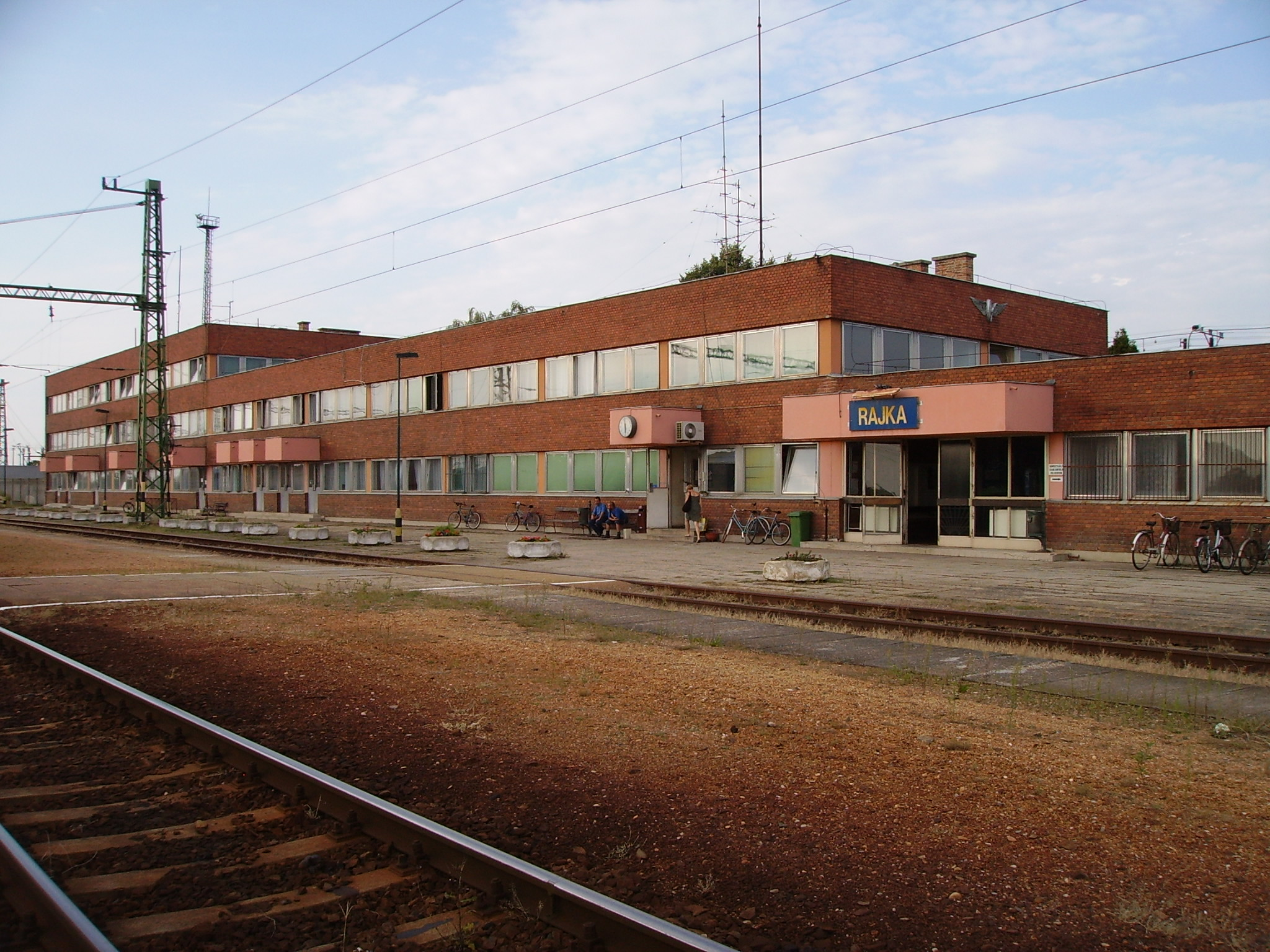
Železniční stanice v Rajce

Rajka (německy Ragendorf) je obec v Maďarsku ležící v okrese Mosonmagyaróvár a v župě Győr-Moson-Sopron. Obec se rozkládá na severozápadním výběžku Mošoňské planiny (maďarsky: Mosoni–síkság) v bezprostřední blízkosti Bratislavy u hranic se Slovenskem (asi 2 km jižně od městské části Čunovo a 5 km od Rusovcí).
Rajku protíná státní silnice 1408, která jsem vede z maďarského města Mosonmagyaróvár a odbočuje z dálnice M15 ve stejném městě. Zároveň leží na železniční trati 132, která nyní spojuje Budapešť–Hegyeshalom–Rajka, původně spojující Bratislavu a Szombathely, vybudované v posledních letech 19. století. Význam tratě začal upadat po rozdělení Uherska a přičlenění Bratislavy k Československu. 
V roce 2024 jezdili do Rajky pravidelné železniční vlaky ze slovenských stanic Bratislava–Nové Mesto, Bratislava–Petržalka a maďarské železniční stanice Hegyeshalom, přes stanici v městské části Rusovce. Dále zde jezdí přímé rychlikové spoje do maďarských měst a obcí Mosonmagyárovar–Kimle–Ötteveny–Abda–Györ s možností přestupu na další spoje do Budapešti, respektive Szombathely.

## Historie
První písemná zmínka o obci je z roku 1208. V roce 1313 byla osídlená Uhry a v témže roce byl postaven i první kostel. V roce 1352 daroval uherský a polský král Ludvík I. celý dvorní pozemek Hermannu Schwartzovi. Po tatarské invazi jsem do obce přišli němečtí osadníci z Bavorska a Alsaska–Lotrinska. V roce 1863 byla obec vypleněna ustupujícími Turky. V 18. století byly hlavní obyvatelé převážně Němci. Ádám Liszt, dědeček maďarského skladatele Ference Liszta se zde narodil v roce 1755 a žil zde do svých dvaceti let. Obec se stala v roce 1867 centrem bývalého okresu Rajka. Byla zde zřízena železniční stanice, pošta a telegrafní úřad. Po druhé světové válce žádala československá vláda o předání obce, které bude součást oblasti bratislavského předmostí, což však nebylo splněno. Na jaře 1946 byla většina německého obyvatelstva vystěhována. V roce 2007 byly s přistoupením země do Schengenského prostoru zrušeny hraniční kontroly, což zvýšilo popularitu obce pro obyvatele Bratislavy. Počet slovenských obyvatel se začal zvyšovat v letech 2004–2007 . V roce 2012 zde byla polovina obyvatel již slovenské národnosti a v roce 2022 zde jich žilo již téměř 65 %.

## Současnost
V Rajce žije přes 5000 obyvatel, její národnostní složení je velmi bohaté. Při sčítání lidu v roce 2022 zde žilo 63,2 % Slováků, 37,2 % Maďarů a 3 % Němců. Dále zde žili v menšině i Chorvaté, Češi a Židé.  
V obci se nachází římskokatolický kostel postavený v gotickém stylu v 19. století a evangelický kostel postavený v letech 1783–1784. Dále je zde sochařský park postavený v roce 1992. V obci se nachází i místní fotbalové hřiště, několik ubytovacích penzionů a restaurací. 